# Sony Xperia T
Sony Xperia T (модельний номер — LT30p, інша назва — Sony Xperia Mint) — смартфон із серії Xperia, розроблений компанією Sony, анонсований 29 серпня 2012 року. Це останній пристрій Sony Mobile, який коли-небудь був представлений з логотипом Sony Ericsson на основі рідкої енергії. Його випустили в жовтні 2012 року. Його попередник — Sony Xperia S, а наступник — Sony Xperia Z.

## Дизайн
Дизайн Xperia T являє собою еволюцію Xperia ion з вигнутим матовим анодованим алюмінієвим корпусом, кнопками збоку, вбудованим об’єктивом камери та круглою контактною точкою для NFC під камерою. 
Xperia T оснащений 4,6-дюймовим дисплеєм із «стійким до подряпин» покриттям. На нижній панелі дисплея є логотип «Xperia», а на верхній панелі є фронтальна камера, логотип «Sony», розмовний динамік, датчик наближення та датчик навколишнього освітлення. Пристрій не має жодних фізичних навігаційних кнопок, оскільки вони інтегровані в програмне забезпечення.
На бічній рамі; Xperia T має мікрофон у нижній частині, додатковий мікрофон і роз'єм для навушників 3,5 мм у верхній частині, порт microUSB на лівій стороні та лоток для карт microSIM/microSD і три кнопки (це кнопка живлення, регулятор гучності і клавіша затвора зверху вниз відповідно) з правого боку. Задня камера, світлодіодний спалах і динамік розташовані на задній панелі поряд з логотипом «Xperia» та логотипом Sony Ericsson на основі рідкої енергії.
Розміри Xperia T: 129,4 x 67,3 x 9,35 мм і вага 139 грам.

## Характеристики смартфону

### Апаратне забезпечення
Смартфон працює на базі двоядерного процесора Qualcomm Snapdragon S4 Plus (MSM8260A), що працює із тактовою частотою 1,5 ГГц (архітектура ARMv7), 1 ГБ оперативної пам’яті і використовує графічний процесор Adreno 225 для обробки графіки. Пристрій також має внутрішню пам’ять об’ємом 8 ГБ, із можливістю розширення карткою microSD до 32 ГБ.
Апарат оснащений 4,5 дюймовим (114,3 мм відповідно) екраном із роздільністю 720 × 1280 пікселів, із щільністю пікселів 323 ppi, що виконаний за технологією TFT. В апарат вбудовано 13-мегапіксельну основну камеру, що може знімати Full HD-відео (1080p) із частотою 30 кадрів на секунду і фронтальною 1,3-мегапіксельною камерою  яка спроможна на 720p, 30 кадрів на секунду. Дані передаються через роз'єм micro-USB, який також підтримує USB On-The-Go. Щодо наявності бездротових модулів Wi-Fi (802.11a/b/g/n), Bluetooth 3.1, DLNA, NFC, вбудована антена стандарту GPS. Весь апарат працює від Li-ion акумулятора ємністю 1850 мА·г, що може пропрацювати у режимі очікування 450 годин (18,8 дня), у режимі розмови — 7 годин, і важить 139 грамів.

### Програмне забезпечення
Смартфон працює на базі Android 4.0.4 «Ice Cream Sandwich» зі спеціальним інтерфейсом Timescape UI. Він також підключений до Sony Entertainment Network, що дозволяє користувачам отримувати доступ до Music & Video Unlimited. Додаток Smart Connect дозволяє виконувати дії, коли відбуваються певні події, наприклад сканування NFC «SmartTag». Інтерфейс користувача також дозволяє використовувати спливаючі «невеликі програми».
Оновлення до Android 4.1.2 «Jelly Bean» було випущено 8 липня 2013 року. Оновлення до Android 4.3 було випущено в лютому 2014 року, в якому представлено оновлений інтерфейс користувача. Xperia T не був офіційно оновлений до Android 4.4 «KitKat».

## Критика
Ресурс PhoneArena поставив апарату 8 із 10 балів, сказавши, що «Sony Xperia T не пропонує новаторських рішень порівняно з іншими флагманами, проте він є доволі переконливо складений». До плюсів зараховано камера (швидкість й окрема клавіша запуску), корпус (міцний, легка зміна картки пам'яті), динамік, спливаючі додатки, до мінусів — екран (відбивання і кути огляду), якість дзвінків (може бути кращою), незручне розміщення клавіші гучності, індикація LED спалаху недостатня.
TechRadar поставив 4/5, сказавши, що «Sony Xperia T дуже і дуже хороший смартфон. Одним словом — приємний і добре зібраний, а продуктивність є саме тим, що ми очікуємо від приладу за £400». Сподобались дизайн, функціональність, камера, екран, не сподобались — розмір вбудованої пам'яті, те, що внесено мало змін порівняно із попередньою моделлю.
CNET UK поставив оцінку 3,5/5, сказавши, що «не можу позбутися відчуття, що чогось бракує у ключових областях» у Sony Xperia T. Плюсами смартфону названо екран, камера, інтерфейс, мінусами — відсутність Android Jelly Bean як базової операційної системи, процесор (міг би бути швидшим), багато встановлених виробником небажаних застосунків.

## Цікаві факти
Джеймс Бонд використовував Sony Xperia T у фільмі Скайфолл (це пов'язують з тим, що Sony Pictures Entertainment залучена до виробництва фільму). Пізніше було випущено спеціальну серію, що називалась «Телефон Бонда» (англ. The Bond Phone) із тематикою фільму.

## Варіації

### Sony Xperia TL
Sony Xperia TL — варіант Sony Xperia T для американського оператора мобільного зв'язку AT&T. Відрізняється процесором Qualcomm Snapdragon S4 Plus (MSM8960), але працює він на тих самих частотах, наявністю модулів LTE, ГЛОНАСС.

### Sony Xperia TX
У Sony Xperia TX порівняно зі Sony Xperia T збільшшився екран (4,5 до 4,6 дюймів), було зменшено ємність акумулятора (з 1850 до 1750 мА·год), додано підтримку ГЛОНАСС, Wi-Fi (802.11 a/b/g/n/n 5ГГц).

### Відео
- Xperia™ T [Архівовано 25 березня 2013 у Wayback Machine.] (англ.)
- Огляд Sony Xperia T [Архівовано 18 березня 2013 у Wayback Machine.] від PhoneArena (англ.)
- Огляд Sony Xperia T [Архівовано 4 листопада 2012 у Wayback Machine.] від Engadget (англ.)

### Огляди
- Огляд Sony Xperia T: новий 4,6-дюймовий флагманський смартфон, що не є досить новим [Архівовано 15 березня 2013 у Wayback Machine.] на сайті Engadget (англ.)